# Yerson Mosquera
Yerson Mosquera Valdelamar (* 2. května 2001 Apartadó) je kolumbijský profesionální fotbalista, který hraje na pozici středního obránce za španělský klub Villarreal CF, kde je na hostování z Wolverhamptonu Wanderers, a za kolumbijský národní tým.

## Klubová kariéra

### Atlético Nacional
V roce 2018 se připojil k akademii Atlética Nacional. V A-týmu debutoval v lednu 2020, a to na zápase Florida Cupu. Soutěžní debut si Mosquera odbyl dne 28. října 2020. Nastoupil do základní sestavy utkání Copa Sudamericana proti River Plate; v nastavení první půle byl však vyloučen. První profesionální gól vstřelil při výhře 3:2 proti Alianze Petrolera dne 11. listopadu 2020.

### Wolverhampton Wanderers
Dne 17. června 2021 přestoupil Mosquera do anglického prvoligového klubu, Wolverhamptonu Wanderers, kde podepsal pětiletou smlouvu. Poté, co utrpěl zranění během předsezónní přípravy, debutoval v dresu Wolves 22. září ve třetím kole EFL Cupu proti Tottenhamu Hotspur. Nicméně, v deváté minutě tohoto zápasu, byl Mosquera nucen kvůli zranění hamstringu vystřídat. Podstoupil operaci a na marodce zůstal až do ledna 2022.

## Statistiky

### Klubové
K 15. srpnu 2021
| Klub                    | Sezóna  | Liga                | Liga   | Liga | Národní pohár | Národní pohár | Ligový pohár | Ligový pohár | Kontinentální poháry | Kontinentální poháry | Ostatní | Ostatní | Celkem | Celkem |
| Klub                    | Sezóna  | Liga                | Zápasy | Góly | Zápasy        | Góly          | Zápasy       | Góly         | Zápasy               | Góly                 | Zápasy  | Góly    | Zápasy | Góly   |
| ----------------------- | ------- | ------------------- | ------ | ---- | ------------- | ------------- | ------------ | ------------ | -------------------- | -------------------- | ------- | ------- | ------ | ------ |
| Atlético Nacional       | 2020    | Categoría Primera A | 4      | 1    | 2             | 0             | —            | —            | 1                    | 0                    | —       | —       | 7      | 1      |
| Atlético Nacional       | 2021    | Categoría Primera A | 12     | 0    | 0             | 0             | —            | —            | 7                    | 0                    | —       | —       | 19     | 0      |
| Atlético Nacional       | Celkem  | Celkem              | 16     | 1    | 2             | 0             | —            | —            | 8                    | 0                    | —       | —       | 26     | 1      |
| Wolverhampton Wanderers | 2021/22 | Premier League      | 0      | 0    | 0             | 0             | 1            | 0            | —                    | —                    | —       | —       | 1      | 0      |
| Wolverhampton Wanderers | Celkem  | Celkem              | 0      | 0    | 0             | 0             | 1            | 0            | —                    | —                    | —       | —       | 1      | 0      |
| Celkem                  | Celkem  | Celkem              | 16     | 1    | 2             | 0             | 0            | 0            | 8                    | 0                    | —       | —       | 27     | 1      |